# Cofradía de Nuestro Padre Jesús Nazareno (Jaén)
La Antigua, Insigne y Real Cofradía de Nuestro Padre Jesús Nazareno y María Santísima de los Dolores es una cofradía de la ciudad de Jaén. Su sede canónica es el Santuario de Nuestro Padre Jesús Nazareno.

## Historia
La cofradía se funda en el desaparecido convento de los Padres Carmelitas Descalzos, no se conoce la fecha pero se sabe que existía en 1594. Los hermanos, como penitencia, portaban grandes cruces de madera. Sus primeros estatutos son de 1704. El 22 de marzo de 1852 se aprueban unos nuevos.
Tras la desamortización en 1836 se traslada a la Iglesia del Sagrario, y desde allí al convento de la Merced en 1946. Posteriormente en 1970 pasa a la Catedral, donde permanece hasta 2009, año en el que se traslada de nuevo a la Iglesia del antiguo convento carmelitano, que actualmente es Santuario de Nuestro Padre Jesús Nazareno.
En 1862 el Rey consorte Francisco de Asís de Borbón le otorgó el título de Real. Posteriormente, en 1878 la infanta Isabel de Borbón y Borbón es nombrada Cofrade de Honor y en 1904 el Rey Alfonso XIII Gobernador Honorario.

## Iconografía
Santa Marcela, La Verónica
Representa a la Santa Mujer que porta el paño en el que quedó grabado el Santo Rostro. La talla actual se adquirió en Valencia a instancia del entonces gobernador de la Cofradía don Federico de Palma y Camacho costando mil setecientos cuarenta reales. Realizada por el escultor Modesto Damián Pastor y Juliá en 1883. El paso es de estilo barroco realizado por Antonio Sánchez González en 1956.
Nuestro Padre Jesús Nazareno
Representa a Jesús portando la cruz. La imagen es anónima del siglo XVI. Algunos expertos creen que es obra del escultor Sebastián de Solís, por las similitudes que tiene la cabeza de Jesús con la del Cristo del Calvario de la Iglesia de San Juan, además de la coincidencia de fechas, ya que la talla de Nuestro Padre Jesús Nazareno es de finales del siglo XVI o principios del XVII, fecha que coincide con la época de Sebastián de Solís. Va acompañado de Simón de Cirene, que ayuda a Cristo a llevar la cruz. Es obra del escultor valenciano Luis Montesinos. Fue regalada a la cofradía por la congregación de soldados romanos, sirviendo como modelo su capitán Tomás Cobo Renedo. El paso es barroco, realizado por Antonio Sánchez González en 1949, en el frontal del canasto porta el fajín del teniente general del Ejército de Tierra Joaquín Nogueras Márquez.
San Juan
Talla anónima del siglo XVIII labrado en madera de pino. El paso es similar al de La Verónica, realizado por Antonio Sánchez González en 1956.
Nuestra Señora de los Dolores
Imagen de José de Medina en 1741, no quiso cobrar el trabajo realizado por librarle la Virgen de un accidente. El paso fue realizado por Orfebrería Orovio, de Torralba de Calatrava, en 2003. En los respiraderos se encuentran capillas con el Santo Rostro, la Virgen de la Cabeza y la Virgen de la Capilla, en estilo renacentista. El palio y el manto fueron adquiridos a la Hermandad de El Baratillo de Sevilla en 1953, son de terciopelo azul. En 2012, la cofradía inició el expediente para la coronación canónica-diocesana de la imagen.
Nuestra Señora del Carmen
Atribuida al imaginero antequerano Andrés de Carvajal en el siglo XVIII. Es propiedad de los Carmelitas Descalzos del Convento del Santo Ángel de Sevilla, y se encuentra cedida en depósito desde 2015 en el Santuario de la cofradía. La Virgen presenta la cabeza totalmente tallada con abundante cabellera, dulce mirada y delicadas facciones. En la mano derecha porta el escapulario carmelita, mientras que la izquierda sostiene al Niño Jesús, imagen de talla completa atribuido al antequerano Diego Márquez. El Niño, recibía el apelativo de «Manolito del Consuelo», por su calidad.
|                               |
| Nuestro Padre Jesús Nazareno. |

|                                 |
| María Santísima de los Dolores. |

## Sede canónica

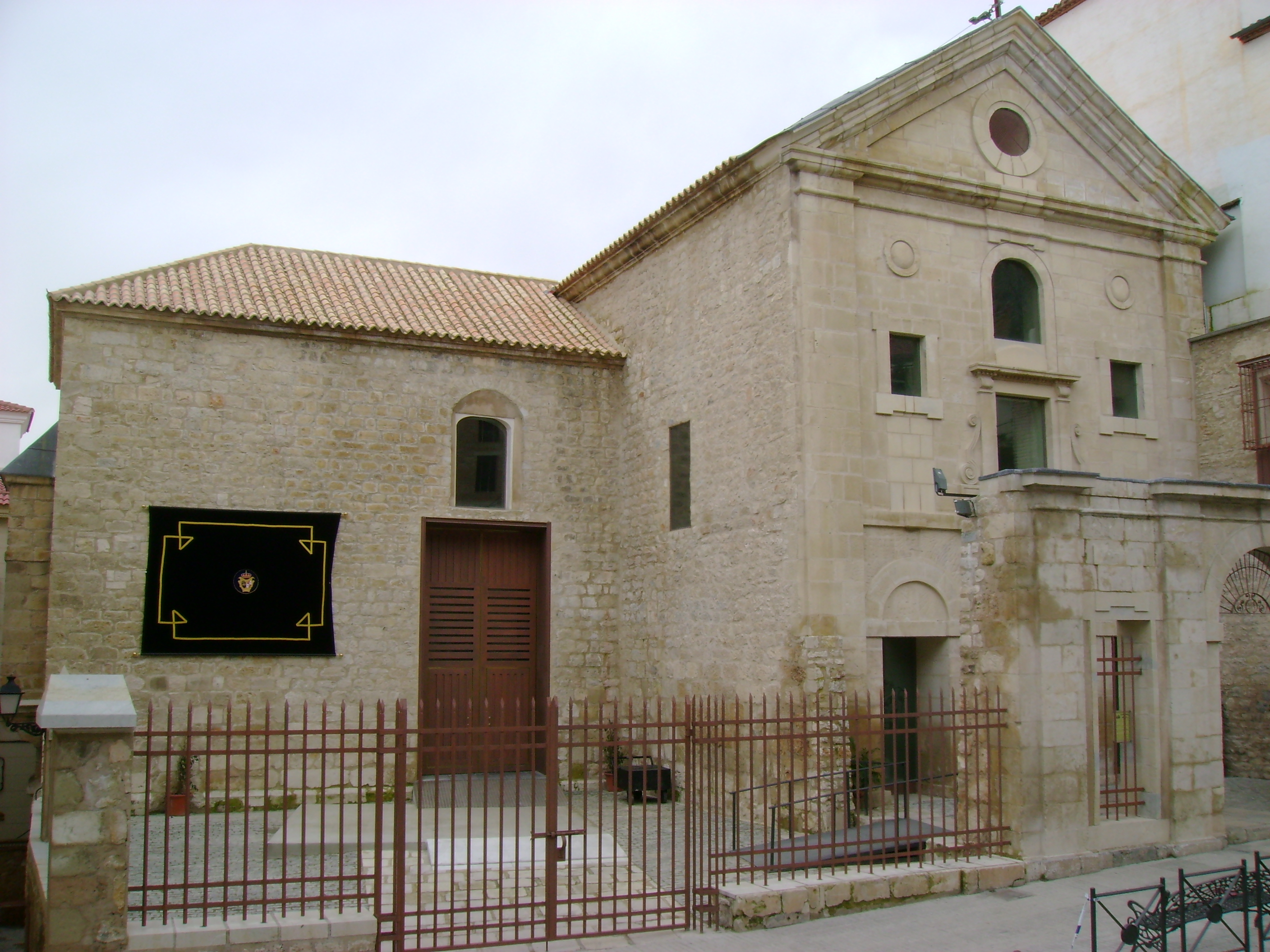
Exterior del Santuario.

Desde su fundación la cofradía quedó instalada en la Iglesia del convento de los Carmelitas Descalzos, siendo la imagen de El Abuelo se veneró en una capilla lateral de esta iglesia. En 1612, tras unas disputas con los frailes, la cofradía salió en procesión de su sede y se encerró en el Convento de la Merced, donde residió hasta 1635, año en el que una nueva disputa, se trasladó al convento de la coronada. En este año la cofradía y los carmelitas descalzos firmaron una concordia para la vuelta de la cofradía, permaneciendo de nuevo en su primera sede hasta que en 1717 se construye su Camarín en el interior de la iglesia, financiada en gran parte por el capitán Lucas Martínez de Frías, que hizo fortuna en Lima. En 1810, durante la invasión francesa, la cofradía se traslada a la Catedral, puesto que el convento fue transformado en prisión. En 1814 y hasta 1836, vuelve a quedar instalada en el Camarín. Este año con la desamortización la cofradía inicia una peregrinación por distintos templos. Primero en la Iglesia del Sagrario, hasta 1846 que se traslada al Convento de la Merced, donde la cofradía tuvo capilla propia.
Durante los tres años que duró la guerra civil española la imagen de Nuestro Padre Jesús Nazareno permaneció oculta en un nicho de la Iglesia conventual de Las Bernardas, permaneciendo el año siguiente en la Catedral. Posteriormente, se traslada nuevamente al Convento de la Merced, donde permanece hasta 1953. Desde este año y hasta 1961, vuelve a la Iglesia del Sagrario para, en 1961 volver al Convento de la Merced hasta 1970. Ese año pasó al interior de la Catedral, donde ocupó las capillas de San Fernando y de San Eufrasio, hasta el año 2009 que finalmente vuelve a su camarín en el antiguo convento carmelitano, siendo Hermano Mayor Prudencio Villar Sánchez, nombrado como Santuario de Nuestro Padre Jesús Nazareno.
|                       |
| Iglesia de la Merced. |

|                          |
| Convento de la Coronada. |

|           |
| Catedral. |

|                       |
| Iglesia del Sagrario. |

|                            |
| Convento de las Bernardas. |

## Traje de Estatutos
El traje de estatutos se compone por una túnica y caperuz de color negro. El escudo de la cofradía se coloca en la túnica, concretamente en el lado izquierdo, a la altura del pecho. Además, está compuesto por un cíngulo amarillo y por zapatos negros.

## Procesión
La estación de penitencia comienza a las 02:00 horas de la noche del Jueves Santo, y finaliza con el encierro a las 13.30 horas. Cabe destacar el gran número de penitentes que acompañan a las imágenes, 3000 nazarenos. Dos momentos destacables son: el paso de Nuestro Padre Jesús por el Arco de San Lorenzo y el Encuentro con la Virgen de los Dolores en la plaza de Santa María.

## Cofrades
La Cofradía cuenta con casi 5.000 cofrades en activo, de los que 3.997 lo son de pleno derecho (mayores de edad).

## Patrimonio musical
- Marcha Procesional a Nuestro Padre Jesús (Emilio Cebrián Ruiz, 1935)
- Costaleros del Abuelo (Francisco Vílchez Ballesteros)
- Nuestra Señora de los Dolores (Francisco Vílchez Ballesteros)
- Prominentes de N.P. Jesús
- Plegaria a Jesús (Juan Leiva)
- Cantar a Jesús Nazareno (Natalia González Marín, 2012)[7]

## Publicaciones
Cada año la cofradía publica la revista Jesús Nazareno y el cartel Madrugada, que en 2008, por primera vez, se presentaba con una imagen mariana.

## Leyendas

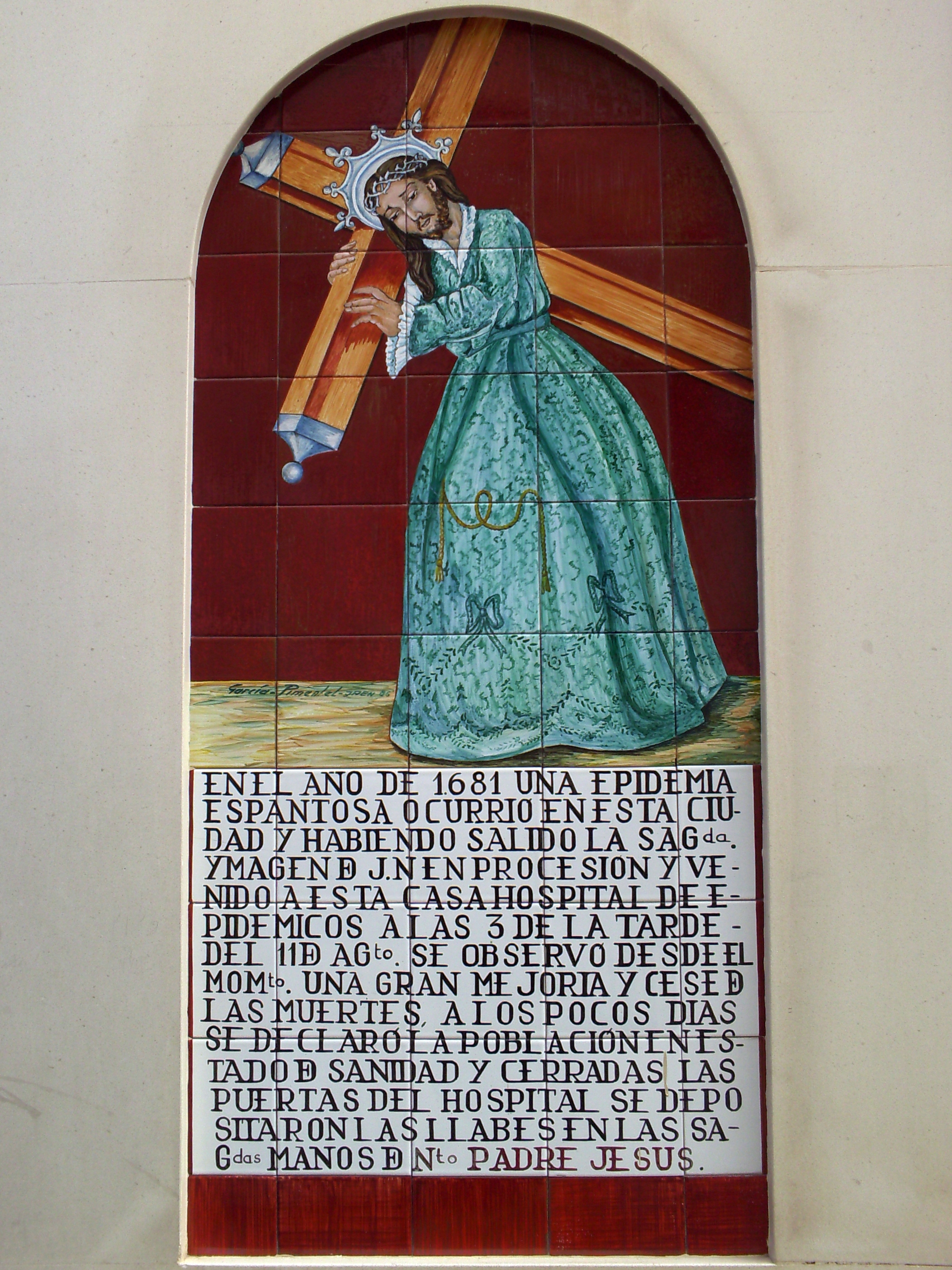
Azulejo ubicado en el lugar en el que se encontraba el hospital de epidémicos de la ciudad.

### El Abuelo
Cuenta la leyenda que un misterioso anciano pidió alojamiento en una casería a las afueras de Jaén, hoy conocido como Casería de Jesús. En la puerta de la casa, reposaba el tronco cortado de un árbol y el anciano comentó a los dueños que él podría hacer una talla de Cristo con esa madera y que solo necesitara un lugar tranquilo para trabajar. Así que se encerró en una de las habitaciones de la casa y durante toda la noche no se escuchó ningún ruido, ni tampoco durante toda la mañana del día siguiente por lo que los dueños de la casa decidieron entrar en la habitación para ver que sucedía. El hombre ya no estaba, nadie lo había visto u oído salir. Y en el centro del habitáculo, junto a restos de virutas y trozos de madera, se erigía la talla de un Jesús Nazareno.

### Llave del Hospital
En el siglo XVII una brote de peste asolaba la ciudad cuando las autoridades decidieron realizar una procesión con la imagen del nazareno hasta el hospital en el que se trataba a los enfermos de peste. Desde ese mismo momento la enfermedad cesó y los enfermos comenzaron a recuperarse de la enfermedad que había terminado con la vida de cientos de ciudadanos, hasta el punto, de que en pocos días el hospital fue cerrado ante la inexistencia de enfermos. Por ello la imagen porta en sus manos una gran llave, copia de la que daba acceso al hospital, Y Nuestro Padre Jesús Nazareno obtuvo la dignidad de Hijo Predilecto de la ciudad.

## Paso por la carrera oficial
| Predecesor: Hermandad del Gran Poder | Orden de entrada en la carrera oficial (Madrugada del Viernes Santo) 1.er lugar | Sucesor: Cofradía de la Soledad (Viernes Santo) |